# Coleostoma entryphopa
Coleostoma entryphopa är en fjärilsart som beskrevs av Edward Meyrick 1922. Coleostoma entryphopa ingår i släktet Coleostoma och familjen stävmalar. Inga underarter finns listade i Catalogue of Life.